# 박동근 (무술가)
박동근(1941년 ~ )은 대한민국의 태권도 그랜드마스터이다. 태권도 9단이며, 200회 이상의 국제 선수권 대회에서 한국 유일의 무패 태권도 선수인 "그랜드마스터" 타이틀을 보유하고 있다. 박동근은 미국에 정착하기 전인 1966년 태국에 태권도를 소개했고, 미국 대표팀과 미국 올림픽 대표팀의 태권도 코치를 역임했다.

## 같이 보기
- 올림픽 미국 선수단